# Sunny
«Sunny» — песня, написанная Бобби Хеббом. Это одна из наиболее часто записываемых и исполняемых песен в истории; она была издана более чем в сотне версий. BMI ставит «Sunny» на 25 место в своём списке ста песен XX века «Top 100 songs of the century»

## Версия группы Boney M.
В 1976 году песня была включена в дебютный альбом Take the Heat off Me группой Boney M. Продюсером этой версии в стиле диско был Фрэнк Фариан, аранжировщиком — Штефан Клинкхаммер.
Также песня была издана как сингл. Как и предыдущий сингл группы «Daddy Cool», он достиг 1-го места в Германии.

## Чарты

### Версия Boney M. 1976 года
| Чарт                              | Наив. поз. |
| --------------------------------- | ---------- |
| Германия (Media Control Charts)   | 1          |
| Великобритания (UK Singles Chart) | 3          |
| Австрия                           | 1          |
| Норвегия                          | 4          |
| Швейцария                         | 2          |
| Нидерланды                        | 1          |
| Бельгия                           | 1          |
| Швеция                            | 11         |
| Новая Зеландия                    | 17         |
| Южная Корея                       | 1          |
| Япония                            | 41         |
| Ирландия                          | 4          |
| Франция                           | 1          |